# Johana Aragonská (neapolská královna)
Johana Aragonská (španělsky Juana, italsky Giovanna; 16. června 1455 Barcelona – 9. ledna 1517 Neapol) byla neapolskou královnou jako druhá manželka krále Ferdinanda I. Po abdikaci a útěku syna svého manžela Alfonse II. dne 22. února 1495 vykonávala funkci neapolské regentky (generální místodržící) až do formálního nástupu Alfonsova syna Ferdinanda II. na trůn.
Johana se narodila v Barceloně jako druhé dítě krále Jana II. Aragonského a jeho druhé manželky Juany Enríquez de Córdoba. Byla jeho nejmladším legitimním potomkem.

## Královna
Král Ferdinand I. Neapolský, nemanželský syn jejího strýce Alfonse V. Aragonského, požádal Jana II. o ruku Johany a ten souhlasil. Po svatbě, která se konala 14. září, byla 5. října 1476 podepsána smlouva v Navaře a 25. listopadu byla ratifikována dohoda. Jan II. dal své dceři věno ve výši 100 000 zlatých florinů, zatímco Ferdinand jí daroval mnoho vévodství a měst, například Sorrento, Theano, Isernii, Teramo, Sulmonu, Francavillu a Noceru.
Ferdinand také poskytl své nové manželce roční příjem přes 20 000 dukátů. Alfons, vévoda z Kalábrie a nejstarší syn krále z jeho prvního manželství, vyplul do Španělska 11. června 1477, aby přivezl Johanu do Neapole. Dorazila 1. září 1477. Formální svatba, za účasti obou snoubenců, se uskutečnila 14. září 1477 a oddával je Rodrigo Borgia, budoucí papež Alexandr VI. Jejich první dítě se narodilo v roce 1479 a druhé v roce 1480.
Johana projevovala sklon k řešení politických záležitostí. V srpnu 1485 začala cestovat po Itálii, pravděpodobně aby zajistila loajalitu vůči svému manželovi po povstání vedeném baronem Antonellem Sanseverinem, podporovaném papežem Innocentem VIII. a kardinálem Giuliem della Rovere. O několik let později, po potlačení spiknutí, se vrátila do Abruzza spolu se svou dcerou Johanou. Téhož roku navštívily většinu klášterů v L'Aquile.

## Královna vdova
Dne 25. ledna 1494 zemřel Ferdinand I. ve věku 71 let. Na trůn nastoupil jeho nejstarší syn Alfons, nevlastní syn Johany, která se stala královnou vdovou. Od této chvíle Johana podepisovala všechny dopisy frází „smutná královna“ (staroitalsky: la triste reyna). Kvůli smutku se ani nezúčastnila korunovace svého nevlastního syna 8. května 1494. Alfons jí na oplátku svěřil pozici generální místodržící Neapolského království.
Mezitím se král Karel VIII. Francouzský chystal dobýt Neapol. V zoufalé situaci Alfons II. abdikoval ve prospěch svého syna, který se stal Ferdinandem II. Neapolským. Před svým odchodem však Alfons synovi radil, aby bral v úvahu rady královny vdovy a nikdy ji nerozzlobil. Johana byla formálně jmenována regentkou s titulem generální místodržící.
Když Karel VIII. vstoupil na Sicílii, Ferdinand II. vzal Johanu a její dceru Johanu (která se měla stát jeho manželkou) a odjeli. Po jejich návratu 13. října 1495 Johana zorganizovala sňatek své dcery Johany s králem Ferdinandem II. Vzali se 28. února 1496. Ferdinand II. však téhož roku v říjnu zemřel na malárii a Johana zůstala sedmnáctiletou bezdětnou vdovou. Mladá Johana od té doby také podepisovala dopisy jako „smutná královna“.
Johana navrhovala svého bratra, krále Ferdinanda II. Aragonského, jako právoplatného neapolského krále, ale byl zvolen Fridrich, mladší nevlastní syn Ferdinanda I. z jeho prvního manželství. Zpočátku byl vztah nového krále s Johanou chladný. Po nástupu Fridricha na trůn se vzdala postu generální místodržící a vyjádřila přání odejít do Aversy. Po roční nepřítomnosti se vrátila a znovu získala post místodržící. Opět se však dostala do konfliktu, tentokrát s Fridrichovou manželkou Isabellou del Balzo. Neúčastnila se ani Fridrichovy korunovace.

### Smrt
Po dalším vyhnanství z království se Johana a její dcera Johana vrátily do Neapole, kde Johana 9. ledna 1517 zemřela po krátké nemoci. Její dcera Johana zemřela následujícího roku na stejnou nemoc.

## Potomci
S manželem měla Johana dvě děti, z nichž jedno přežilo dětství:
- Johana Neapolská (20. dubna 1479 – 27. srpna 1518), která se provdala za svého synovce, krále Ferdinanda II. Neapolského, ale neměla děti.
- Karel Neapolský (italsky: Carlo, španělsky: Carlos; 1480 – 26. října 1486), zemřel ve věku šesti let na tyfus[nepřesný odkaz].

## Vývod z předků
|                  |                              |  |                              |                                                   |  |  |  |  |  |  |  | Jindřich II. Kastilský |
|                  |                              |  |                              |                                                   |  |  |  |  |  |  |  |                        |
|                  | Jan I. Kastilský             |  |                              |                                                   |  |  |  |  |  |  |  |                        |
|                  |                              |  |                              |                                                   |  |  |  |  |  |  |  |                        |
|                  |                              |  |                              | Juana Manuel                                      |  |  |  |  |  |  |  |                        |
|                  |                              |  |                              |                                                   |  |  |  |  |  |  |  |                        |
|                  | Ferdinand I. Aragonský       |  |                              |                                                   |  |  |  |  |  |  |  |                        |
|                  |                              |  |                              |                                                   |  |  |  |  |  |  |  |                        |
|                  |                              |  |                              | Petr IV. Aragonský                                |  |  |  |  |  |  |  |                        |
|                  |                              |  |                              |                                                   |  |  |  |  |  |  |  |                        |
|                  | Eleonora Aragonská           |  |                              |                                                   |  |  |  |  |  |  |  |                        |
|                  |                              |  |                              |                                                   |  |  |  |  |  |  |  |                        |
|                  |                              |  |                              | Eleonora Sicilská                                 |  |  |  |  |  |  |  |                        |
|                  |                              |  |                              |                                                   |  |  |  |  |  |  |  |                        |
|                  | Jan II. Aragonský            |  |                              |                                                   |  |  |  |  |  |  |  |                        |
|                  |                              |  |                              |                                                   |  |  |  |  |  |  |  |                        |
|                  |                              |  |                              | Alfons XI. Kastilský                              |  |  |  |  |  |  |  |                        |
|                  |                              |  |                              |                                                   |  |  |  |  |  |  |  |                        |
|                  | Sancho Kastilský             |  |                              |                                                   |  |  |  |  |  |  |  |                        |
|                  |                              |  |                              |                                                   |  |  |  |  |  |  |  |                        |
|                  |                              |  |                              | Eleonora z Guzmánu                                |  |  |  |  |  |  |  |                        |
|                  |                              |  |                              |                                                   |  |  |  |  |  |  |  |                        |
|                  | Eleonora z Alburquerque      |  |                              |                                                   |  |  |  |  |  |  |  |                        |
|                  |                              |  |                              |                                                   |  |  |  |  |  |  |  |                        |
|                  |                              |  |                              | Petr I. Portugalský                               |  |  |  |  |  |  |  |                        |
|                  |                              |  |                              |                                                   |  |  |  |  |  |  |  |                        |
|                  | Beatrix z Alburquerque       |  |                              |                                                   |  |  |  |  |  |  |  |                        |
|                  |                              |  |                              |                                                   |  |  |  |  |  |  |  |                        |
|                  |                              |  |                              | Inés de Castro                                    |  |  |  |  |  |  |  |                        |
|                  |                              |  |                              |                                                   |  |  |  |  |  |  |  |                        |
| Johana Aragonská |                              |  |                              |                                                   |  |  |  |  |  |  |  |                        |
|                  |                              |  |                              |                                                   |  |  |  |  |  |  |  |                        |
|                  |                              |  | Fadrique Alfonso, pán z Hara |                                                   |  |  |  |  |  |  |  |                        |
|                  |                              |  |                              |                                                   |  |  |  |  |  |  |  |                        |
|                  | Alfonso Enríquez             |  |                              |                                                   |  |  |  |  |  |  |  |                        |
|                  |                              |  |                              |                                                   |  |  |  |  |  |  |  |                        |
|                  |                              |  |                              |                                                   |  |  |  |  |  |  |  |                        |
|                  |                              |  |                              |                                                   |  |  |  |  |  |  |  |                        |
|                  | Fadrique Enríquez de Mendoza |  |                              |                                                   |  |  |  |  |  |  |  |                        |
|                  |                              |  |                              |                                                   |  |  |  |  |  |  |  |                        |
|                  |                              |  |                              | Pedro González de Mendoza                         |  |  |  |  |  |  |  |                        |
|                  |                              |  |                              |                                                   |  |  |  |  |  |  |  |                        |
|                  | Juana de Mendoza             |  |                              |                                                   |  |  |  |  |  |  |  |                        |
|                  |                              |  |                              |                                                   |  |  |  |  |  |  |  |                        |
|                  |                              |  |                              | Aldonza de Ayala                                  |  |  |  |  |  |  |  |                        |
|                  |                              |  |                              |                                                   |  |  |  |  |  |  |  |                        |
|                  | Juana Enríquez               |  |                              |                                                   |  |  |  |  |  |  |  |                        |
|                  |                              |  |                              |                                                   |  |  |  |  |  |  |  |                        |
|                  |                              |  |                              | Gonzalo Fernández de Córdoba, 1. Señor de Aguilar |  |  |  |  |  |  |  |                        |
|                  |                              |  |                              |                                                   |  |  |  |  |  |  |  |                        |
|                  | Diego Fernández de Córdoba   |  |                              |                                                   |  |  |  |  |  |  |  |                        |
|                  |                              |  |                              |                                                   |  |  |  |  |  |  |  |                        |
|                  |                              |  |                              | Maria Garcia Carrillo                             |  |  |  |  |  |  |  |                        |
|                  |                              |  |                              |                                                   |  |  |  |  |  |  |  |                        |
|                  | Mariana Fernández z Córdoby  |  |                              |                                                   |  |  |  |  |  |  |  |                        |
|                  |                              |  |                              |                                                   |  |  |  |  |  |  |  |                        |
|                  |                              |  |                              | Pedro Suárez de Toledo                            |  |  |  |  |  |  |  |                        |
|                  |                              |  |                              |                                                   |  |  |  |  |  |  |  |                        |
|                  | Inés de Ayala y Toledo       |  |                              |                                                   |  |  |  |  |  |  |  |                        |
|                  |                              |  |                              |                                                   |  |  |  |  |  |  |  |                        |
|                  |                              |  |                              | Juana de Orozco                                   |  |  |  |  |  |  |  |                        |
|                  |                              |  |                              |                                                   |  |  |  |  |  |  |  |                        |